# سفيان العوفي
سفيان العوفي مواليد 4 أكتوبر 1998 في ، السعودية، هو لاعب كرة قدم سعودي.

## مسيرة اللاعب
لعب سابقاً في الفئات السنية في نادي التعاون ونادي الصقر ونادي القوارة.